# Franz Radloff
Franz Radloff (* 28. September 1871 in Funkenhof; † unbekannt) war ein deutscher Erbpächter und Politiker.

## Leben
Radloff war Erbpächter in Funkenhof. Er war Abgeordneter der DNVP in der Verfassunggebenden Versammlung von Mecklenburg-Strelitz und Mitglied des zweiten, vierten und fünften ordentlichen Landtags.